# Вешние воды (издательство)
«Вешние воды» — российское издательство, расположенное в Орле. Названо по одноимённой повести И. С. Тургенева, название было предложено руководителем Орловской организации Союза писателей СССР Леонидом Моисеевым. Открылось 27 сентября 1990 года, располагается в одном здании с областной организацией Союза писателей России, в бывшем особняке купца Бакина на берегу реки Орлик.
С 2001 года при поддержке Российской библиотечной ассоциации постоянно представляет свои издания на книжных ярмарках во Франкфурте-на-Майне, Париже, Лейпциге, а также в Московской международной книжной выставке-ярмарке.
В 2007 году издательству была присуждена специальная премия «Собиратели» в составе Всероссийской литературной премии «Александр Невский» за поддержку орловских писателей и пропаганду их творчества. В комиссию по присуждению премии во главе с председателем Союза писателей России Валерием Ганичевым издательство представило фотоальбомы «Орёл вчера и сегодня» (А. Лысенко, О. Попов, В. Сидоров) и «XX век в лицах» (В. Коробков, Л. Тучнин), книгу В. Неделина и В. Ромашова «Орёл изначальный» из серии «Краеведческие записки», исторические книги В. Катанова «Сабуровская крепость» и «Царский венец».
Руководитель издательства — Заслуженный работник культуры Российской Федерации Александр Иванович Лысенко.